# Hot Cross Bunny
Hot Cross Bunny – amerykański film animowany z Królikiem Bugsem z 1948 roku.

## Opis fabuły
W laboratoryjnym szpitalu eksperymentalnym o nazwie Eureka pewien naukowiec ma zamiar przeprowadzić na oczach innych uczonych eksperyment mający polegać na zamianie mózgu kury z królikiem. Tym królikiem doświadczalnym jest oczywiście Bugs. Leży on w łóżku w luksusowym pokoju z jego ulubionymi kwiatkami, mnóstwem ciastek i marchewek, miłą muzyką oraz obrazkami przedstawiającymi królicze dziewczyny. Naukowiec przychodzi po Bugsa, po czym królik pyta się go, czy nie dostałby pieczonej kaczki. Naukowiec mówi mu, że idzie na badania, na co Bugs się zgadza.
I tak rozpoczynają się badania: sprawdzanie pulsu, badanie odruchów, obejrzenie języka, badanie wzroku, po czym naukowiec prowadzi Bugsa na eksperyment (o czym królik nie wie). Bugs po dostaniu się na halę z ludźmi siedzącymi na ławkach myśli, że wszyscy owi ludzie chcą zobaczyć pokaz. Bugs zaczyna więc udawać staruszka, jednak zauważa, że nie robi to wrażenia na publiczności. Próbuje więc sztuczki z wyciąganiem królika (czyli jego samego) z kapelusza, co też nie skutkuje. Bugs postanawia więc dać pokaz stepowania, to jednak też niczego nie dało.
Naukowiec próbował drugi raz złapać Bugsa (co chciał zrobić podczas pokazywania przez Bugsa swojej sztuczki), jednak został zbesztany i odepchnięty przez królika. Bugs zaczyna tańczyć i śpiewać, jednak naukowiec zabiera go, ogłusza młotkiem i już miał zamiar zamienić jego mózg z kurą, gdy nagle ujrzał, że Bugsa nie ma. Zauważa swojego królika doświadczalnego rozdającego hot-dogi na trybunach. Łapie go, ogłusza po raz kolejny i ładuje na maszynę. Jednak gdy Bugs usłyszał o niecnym zamiarze naukowca, oburzył się i zaczął uciekać w popłochu.
Bugs biegnie przez korytarz. Nagle zauważa pewne drzwi (za którymi stał model ludzkiego szkieletu) i wchodzi przez nie. Po sekundzie wychodzi jednak, przerażony widokiem kościotrupa. Wbiega do laboratorium, za nim wbiega naukowiec. Zaczynają biegać w koło stołu, z którego Bugs wybiera menzurki i miesza substancje w nich zawarte. Nagle każe naukowcowi się zatrzymać, w przeciwnym razie sprawi, że fiolka, którą trzyma w ręku, eksploduje. Naukowiec jednak zaczyna się śmiać i mówi, że w rzeczywistości to substancja czekoladowa. Bugs słysząc to, wypija ze smakiem ową substancję i znowu zaczyna uciekać.
Bugs natrafia na namiot wypełniony tlenem i zaczyna podgrzewać sobie kiełbaskę przy ognisku. Podbiega do niego naukowiec (który nie poznał Bugsa, ponieważ był on przebrany za harcerza) i pyta się go, czy nie widział nigdzie królika. Bugs pokazuje mu jakieś miejsce, po czym naukowiec nabiera się i biegnie w tę stronę. Później jednak uczony rozpoznaje Bugsa i na nowo zaczyna go ścigać. Bugs i naukowiec biegają, wchodząc przez drzwi i wychodząc przez inne, po czym naukowiec sięga po dozownik z gazem rozweselającym, co zmusza Bugsa do kolejnej ucieczki.
Naukowiec obezwładnia Bugsa gazem i niesie go z powrotem na halę. Podłącza do Bugsa swoją maszynę i włącza ją. Okazuje się, że naukowiec został zamieniony na mózgi z kurą i zaczyna zachowywać się jak kurczak. Stało się tak przez Bugsa, który zdążył odciąć kabel łączący jego mózg z maszyną.

## Wersja polska

### Wersja dubbingowa z 1992 r.
Wersja polska: Master Film

Występują:
- Krzysztof Tyniec - Królik Bugs

Lektor: Roch Siemianowski

### Wersja dubbingowa Warner Bros. do kasetyGwiazdy Space Jam: Królik Bugsz 1997 r.
Wersja polska: Master Film

Występują:
- Robert Rozmus - Królik Bugs
- Andrzej Gawroński - Naukowiec

Lektor: Maciej Gudowski